# Charles Bradlaugh
Charles Bradlaugh ( /ˈbrædlɔː/; 26 de septiembre de 1833 - 30 de enero de 1891) fue un activista político inglés y ateo. Fundó la Sociedad Nacional Secular en 1866, 15 años después de que George Holyoake acuñara el término "secularismo" en 1851.
En 1880, Bradlaugh fue elegido diputado liberal por Northampton. Su intento de afirmar como ateo finalmente lo llevó a su encarcelamiento temporal, multas por votar ilegalmente en la Cámara de los Comunes y una serie de elecciones parciales en las que Bradlaugh recuperó su escaño en cada ocasión. Finalmente, se le permitió prestar juramento en 1886. Finalmente, un proyecto de ley parlamentario que él propuso se convirtió en ley en 1888, lo que permitió a los miembros de ambas Cámaras del Parlamento afirmar, si así lo deseaban, al prestar juramento. La nueva ley resolvió el problema para testigos en casos judiciales civiles y penales.

## Primeros años
Nacido en Hoxton (un área en el East End de Londres), Bradlaugh era el hijo del empleado de un abogado. Dejó la escuela a la edad de once años y luego trabajó como chico de los recados de oficina y más tarde como empleado de un comerciante de carbón. Después de un breve período como maestro de escuela dominical, se sintió perturbado por las discrepancias entre los Treinta y nueve artículos de la Iglesia Anglicana y la Biblia. Cuando expresó sus preocupaciones, el vicario local, John Graham Packer, lo acusó de ateísmo y lo suspendió de la enseñanza. Fue expulsado de la casa familiar y fue acogido por Eliza Sharples Carlile, la viuda de Richard Carlile, quien había sido encarcelado por imprimir La edad de la razón. Pronto Bradlaugh fue presentado a George Holyoake, quien organizó la primera conferencia pública de Bradlaugh como ateo.
A la edad de 17 años, publicó su primer folleto, Algunas palabras sobre el credo cristiano. Sin embargo, al rechazar el apoyo financiero de sus compañeros librepensadores, se alistó como soldado en la 7.ª Guardia de Dragones con la esperanza de servir en la India y hacer fortuna. En su lugar, estuvo destinado en Dublín. En 1853, una tía abuela le dejó un legado y lo usó para comprar su baja del ejército.

## Activismo y periodismo

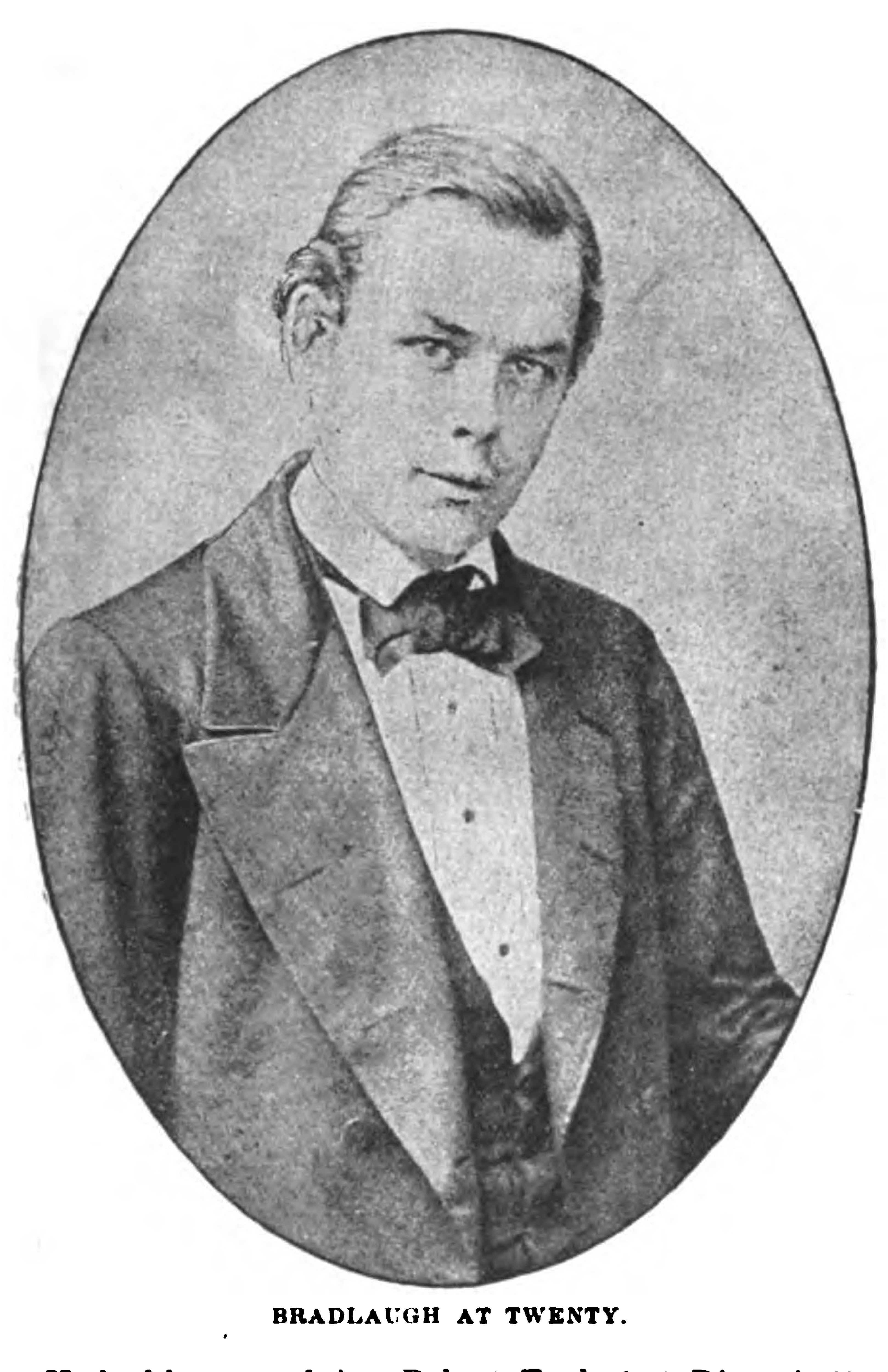

Bradlaugh regresó a Londres en 1853 y tomó un puesto como empleado de un abogado. En ese momento era un librepensador convencido y en su tiempo libre se convirtió en panfletista y escritor sobre ideas "secularistas", adoptando el seudónimo de "Iconoclasta" para proteger la reputación de su empleador. Gradualmente alcanzó prominencia en un número de grupos o sociedades políticas liberales o radicales, incluyendo la Liga de Reforma, los Reformadores de la Ley de Tierras y los Secularistas.
Fue presidente de la London Secular Society desde 1858. En 1860 se convirtió en editor del periódico secularista, el National Reformer, y en 1866 cofundó la National Secular Society, en la que Annie Besant se convirtió en su colaboradora más cercana. En 1868, el reformador fue procesado por el gobierno británico por blasfemia y sedición. Bradlaugh finalmente fue absuelto de todos los cargos, pero la feroz controversia continuó tanto en los tribunales como en la prensa.
Una década más tarde (1876), Bradlaugh y Besant decidieron volver a publicar el panfleto estadounidense de Charles Knowlton que defendía el control de la natalidad, "Los frutos de la filosofía, o el compañero privado de los jóvenes casados", cuyo anterior editor británico, Charles Watts, ya había sido procesado con éxito por obscenidad. Los dos activistas fueron juzgados en 1877 y Charles Darwin se negó a declarar en su defensa, alegando problemas de salud, pero en ese momento le escribió a Bradlaugh que su testimonio les habría sido de poca utilidad porque. Fueron condenados a fuertes multas ya seis meses de prisión, pero el Tribunal de Apelación anuló su declaración de culpabilidad basándose en que la fiscalía no había expuesto las palabras precisas que supuestamente eran obscenas en la acusación. La Liga malthusiana fue fundada como resultado del ensayo para promover el control de la natalidad. Fue miembro de una logia masónica en Bolton, aunque más tarde dimitiría debido al nombramiento del Príncipe de Gales como Gran Maestre.
El 6 de marzo de 1881 habló en la inauguración del nuevo Salón secular de la Leicester Secular Society en Humberstone Gate, Leicester. Los otros oradores fueron George Jacob Holyoake, Annie Besant y Harriet Law.

## Política
Bradlaugh era un defensor del sindicalismo, el republicanismo en el Reino Unido, el sufragio universal, pero se opuso al socialismo. Su antisocialismo fue divisivo y muchos secularistas que se convirtieron en socialistas abandonaron el movimiento secularista debido a su identificación con el liberal individualismo de Bradlaugh.[cita requerida] Era un partidario del gobierno autónomo irlandés y apoyó a Francia durante la guerra franco-prusiana. Se interesó mucho en la India.

## Parlamento

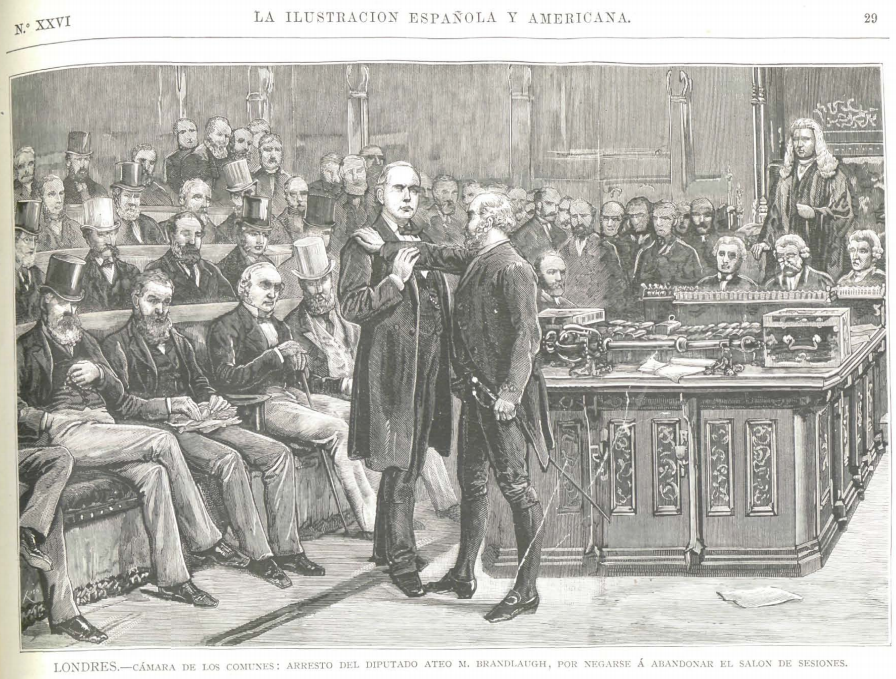
Arresto de Bradlaugh en el Parlamento

Después de las derrotas en 1868 y 1874, Bradlaugh fue elegido miembro del Parlamento por Northampton en 1880. Para ocupar su escaño y convertirse en un parlamentario activo, necesitaba demostrar su lealtad a la Corona y en 3 de mayo Bradlaugh llegó a la Mesa de la Cámara de los Comunes, llevando una carta al Presidente "rogándole respetuosamente reclamar que se le permitiera afirmar" en lugar de tomar el juramento de lealtad religioso, citando las Leyes de Enmienda de Evidencia de 1869 y 1870. El orador Brand declaró que había "graves dudas" y pidió a la Cámara su dictamen. Lord Frederick Cavendish, por el Gobierno, propuso que se estableciera un Comité Selecto para decidir si las personas con derecho a hacer una afirmación solemne en el tribunal también podían afirmar en lugar de tomar el juramento parlamentario.

### Primer Comité Selecto

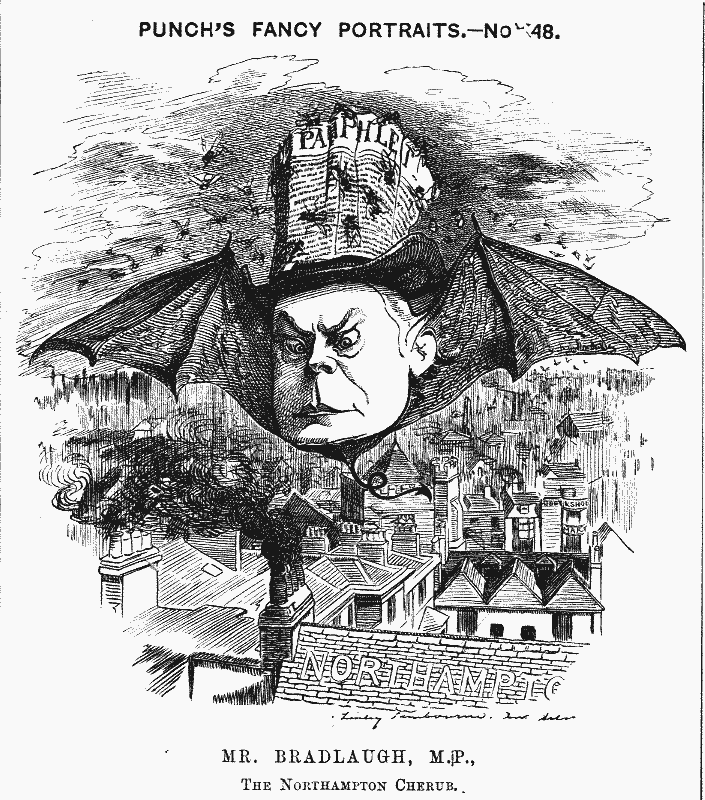
Caricatura de Punch, 1881 - "Mr. Bradlaugh, MP, The Northampton Cherub"

Este Comité Selecto celebró solo una breve reunión el 12 de mayo de 1880. El Fiscal General, Sir Henry James, propuso que cualquier persona con derecho a afirmar para prestar testimonio ante el tribunal también tenía derecho a afirmar en lugar de prestar juramento en el Parlamento. Sir John Holker, diputado conservador de Preston, presentó una enmienda para revertir esta decisión, y el comité se dividió por la mitad con ocho miembros (siete conservadores y Charles Henry Hopwood, parlamentario liberal para Stockport) apoyando la enmienda y ocho (todos los liberales) oponiéndose a ella; con el voto de calidad del presidente Spencer Horatio Walpole se aprobó la enmienda. Bradlaugh no se sorprendió de que el Comité se hubiera opuesto a él y notificó al portavoz que asistiría para prestar juramento el 21 de mayo.

### Intentos de tomar el Juramento
Para explicar sus acciones, Bradlaugh escribió una carta abierta a "The Times" que se publicó en la mañana del 21 de mayo. Dijo que habría sido hipócrita prestar juramento voluntariamente "incluyendo palabras de carácter vano y sin sentido" sin protestar cuando había otra forma de palabras disponible, pero ahora que el Comité Selecto había dictaminado que debía hacerlo, lo haría y "me consideraría como obligado no por la letra de sus palabras, sino por el espíritu que la afirmación habría transmitido si se me hubiera permitido usarla".
La carta de Bradlaugh fue considerada como una provocación directa por sus oponentes, y cuando llegó a la mesa, Sir Henry Drummond Wolff se levantó para oponerse a la administración del Juramento a Bradlaugh. El orador Brand le permitió objetar, y Wolff argumentó que las Leyes de enmienda de evidencia a las que se refirió Bradlaugh solo permitían una afirmación a alguien que consideraba que el juramento no tenía sentido, por lo que la Cámara no debería permitir que Bradlaugh lo tomara. El primer ministro William Gladstone, alertado del hecho de que era posible una protesta, propuso establecer un segundo Comité Selecto para examinar si era posible interferir con un miembro que deseaba prestar juramento. La enmienda de Gladstone fue aprobada por 289 a 214.

### Segundo Comité Selecto

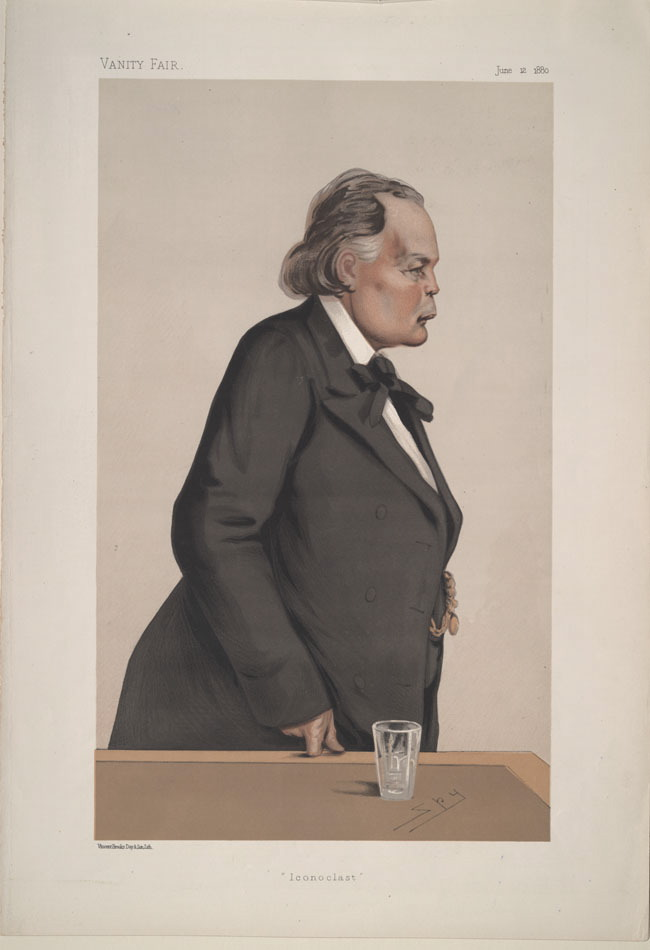
Bradlaugh por Spy en Vanity Fair, 1887

El Comité Selecto comenzó a deliberar el 1 de junio de 1880, cuando consideró un documento presentado por Thomas Erskine May, el Secretario de la Cámara. Sir Thomas encontró varios precedentes de miembros discapacitados para sentarse por negarse a prestar juramento, incluido el diputado cuáquero Joseph Pease a quien se le permitió afirmar, y los diputados judíos Baron Lionel de Rothschild y David Salomons a quienes finalmente se les permitió tomar el juramento omitiendo las palabras "sobre la verdadera fe de un cristiano".
Al día siguiente, Erskine May y el propio Bradlaugh fueron interrogados por el Comité, y Bradlaugh argumentó que, si el Comité decidiera que no tenía derecho a afirmar, prestaría juramento y lo consideraría vinculante para su conciencia. Cuando el Comité decidió su informe, acordó por un voto una enmienda que declara que la Cámara podría "y, en opinión de su Comité, debería" evitar que Bradlaugh preste juramento. También agregó (por 12 votos contra 9) que sería posible una acción en el Tribunal Superior de Justicia para probar si una afirmación era genuinamente legal y, por lo tanto, recomendó que si Bradlaugh buscaba afirmar, se le debería permitir hacerlo. a fin de que tal acción sea interpuesta para aclarar la ley. El segundo Comité Selecto había revertido efectivamente el resultado del primero.
Cuando se supo que este era el resultado probable del Comité Selecto, el diputado de Northampton compañero de Bradlaugh Henry Labouchère inició un debate sobre una moción para permitir que Bradlaugh afirmara. Sir Hardinge Giffard presentó una enmienda para que no se le permita a Bradlaugh tomar el juramento ni hacer una afirmación. Después de dos días de debate, La enmienda de Giffard fue aprobada por 275 a 230, una derrota que sorprendió a Gladstone. La mayoría comprendía 210 conservadores, 34 liberales y 31 gobernantes locales irlandeses (Liga de la autonomía); apoyando a Bradlaugh había 218 liberales, 10 gobernantes locales y 2 conservadores. Al día siguiente, Bradlaugh se acercó a la Mesa afirmando haber prestado juramento; como consecuencia de la votación de la noche anterior, el Portavoz le ordenó retirarse.
A Bradlaugh se le permitió dirigirse a la Cámara desde detrás de la barra (que técnicamente estaba fuera de la Cámara), y trató la ocasión como su discurso inaugural. Basó su argumento en derecho, alegando que no estaba legalmente inhabilitado y pidiendo "como un hombre contra seiscientos" la misma justicia que recibiría en los Tribunales. Aunque fue bien recibido, el discurso llegó demasiado tarde para revertir la decisión y Henry Labouchère se vio obligado a retirar una moción para rescindirla.

### Prisión

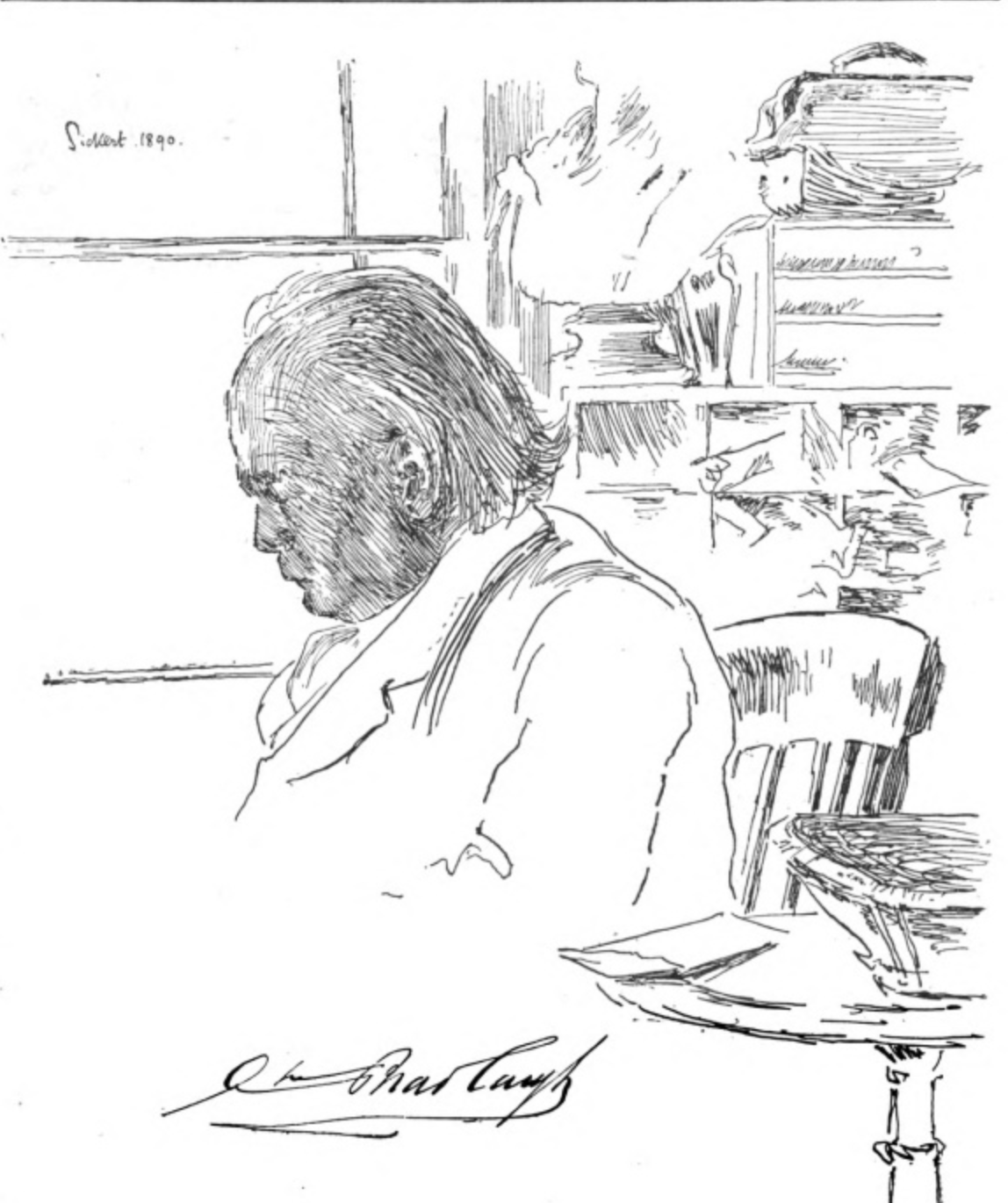
Un retrato de Charles Bradlaugh en 1890, dibujado por el artista Walter Sickert, del primer número de The Whirlwind

En ese momento, Bradlaugh fue convocado de nuevo a la mesa para informarle el resultado del debate; después de haberlo transmitido, el Portavoz le ordenó que se retirara. Bradlaugh "se negó respetuosamente" a obedecer una orden de la Cámara que era "contraria a la ley". El líder conservador Sir Stafford Northcote presentó con éxito una moción para que Bradlaugh se retirara (acordó una división de 326 a 38, los parlamentarios liberales no estaban dispuestos a impugnar una moción que sostenía la decisión de la Cámara). autoridad legal), pero Bradlaugh "se negó rotundamente a obedecer". El sargento de armas fue llamado y condujo a Bradlaugh al bar de la casa, pero Bradlaugh inmediatamente regresó a la mesa afirmando haber hecho el juramento. Ante esto, Sir Stafford Northcote propuso que se detuviera a Bradlaugh. La Cámara estuvo de acuerdo, en una división por 274 votos a 7 y Bradlaugh fue llevado a la pequeña celda de la prisión ubicada debajo del Big Ben en la Torre del Reloj.
Lord Randolph Churchill incitó a los Conservadores liderando la resistencia a Bradlaugh.
Bradlaugh regresó más tarde a la Cámara, pero debido a que los miembros tenían que prestar juramento antes de que se les permitiera tomar sus escaños, perdió efectivamente su escaño en el Parlamento una vez que emitió su voto a principios de 1881. Su escaño quedó vacante y se declaró una elección parcial. . Bradlaugh fue reelegido por Northampton cuatro veces seguidas mientras continuaba la disputa. Apoyando a Bradlaugh estaban William Ewart Gladstone, T. P. O'Connor y George Bernard Shaw así como cientos de miles de personas que firmaron una petición pública. Oponiéndose a su derecho a sentarse estaban el Partido Conservador, el Arzobispo de Canterbury, y otras figuras destacadas en la Iglesia de Inglaterra y la Iglesia católica.
En al menos una ocasión, Bradlaugh fue escoltado fuera de la Cámara por agentes de policía. En 1883 ocupó su escaño y votó tres veces antes de ser multado con 1.500 libras esterlinas por votar ilegalmente. Un proyecto de ley que le permitía afirmar fue derrotado en el Parlamento.
En 1886, a Bradlaugh finalmente se le permitió prestar juramento, y lo hizo a riesgo de ser procesado en virtud de la Ley de Juramentos Parlamentarios. Dos años más tarde, en 1888, consiguió la aprobación de una ley de Juramentos de 1888, que consagró en la ley el derecho de afirmación de los miembros de ambas Cámaras, así como la ampliación y aclaración de la ley en lo que respecta a los testigos en juicios civiles y penales (las Leyes de Enmienda de Evidencia de 1869 y 1870 habían resultado insatisfactorios, aunque habían dado alivio a muchos que de otro modo se habrían visto en desventaja). Bradlaugh habló en el Parlamento sobre la huelga de cerilleras de Londres de 1888.

## Vida personal
Su hija, Hypatia Bradlaugh Bonner (1858–1935), fue una activista por la paz, autora, atea y librepensadora. Ella fue nombrada después de Hipatia, la filósofa, matemática, astrónoma y profesora neoplatónica alejandrina griega.

## Muerte

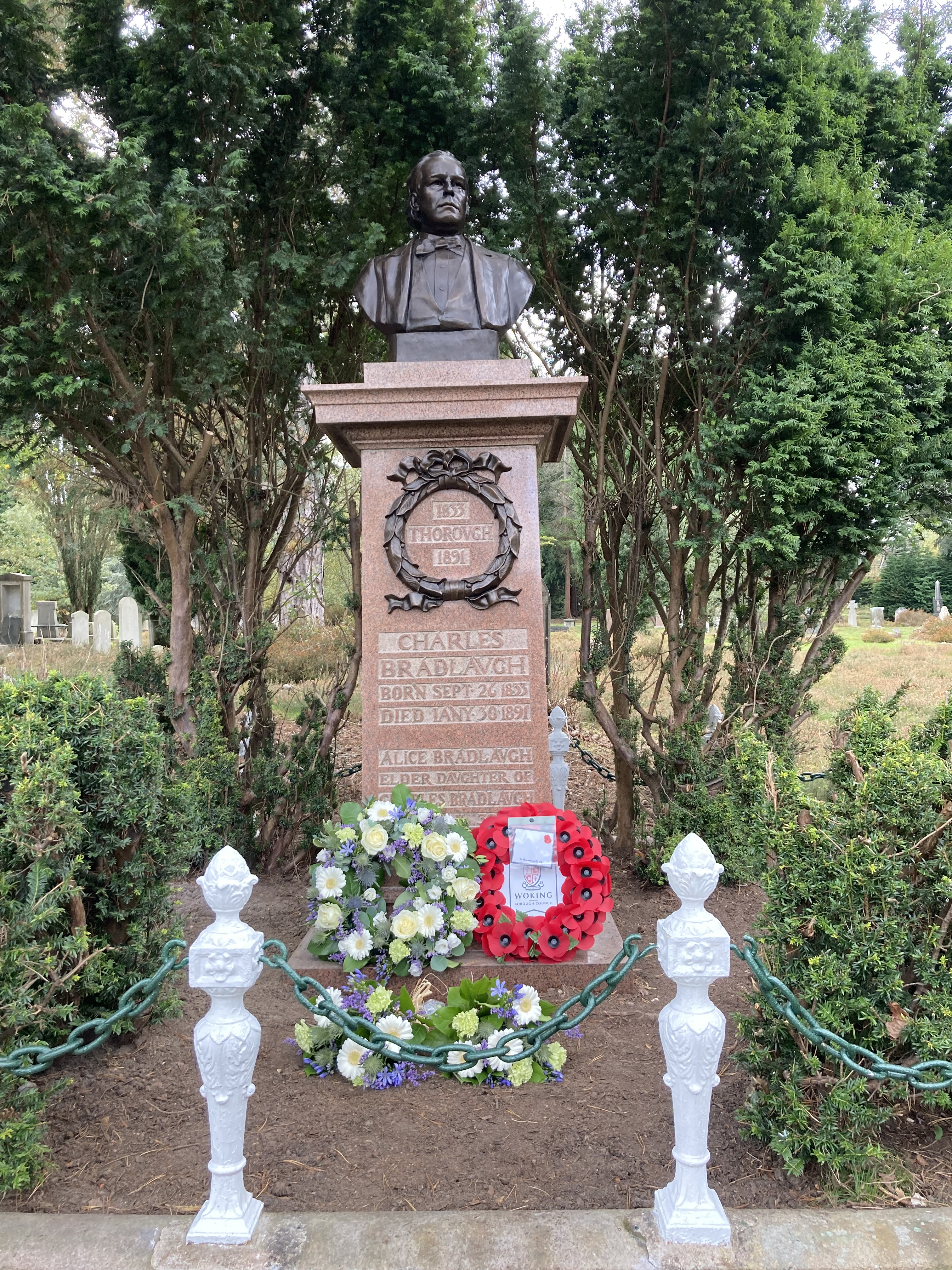
Tumba de Bradlaugh en el cementerio de Brookwood, Surrey

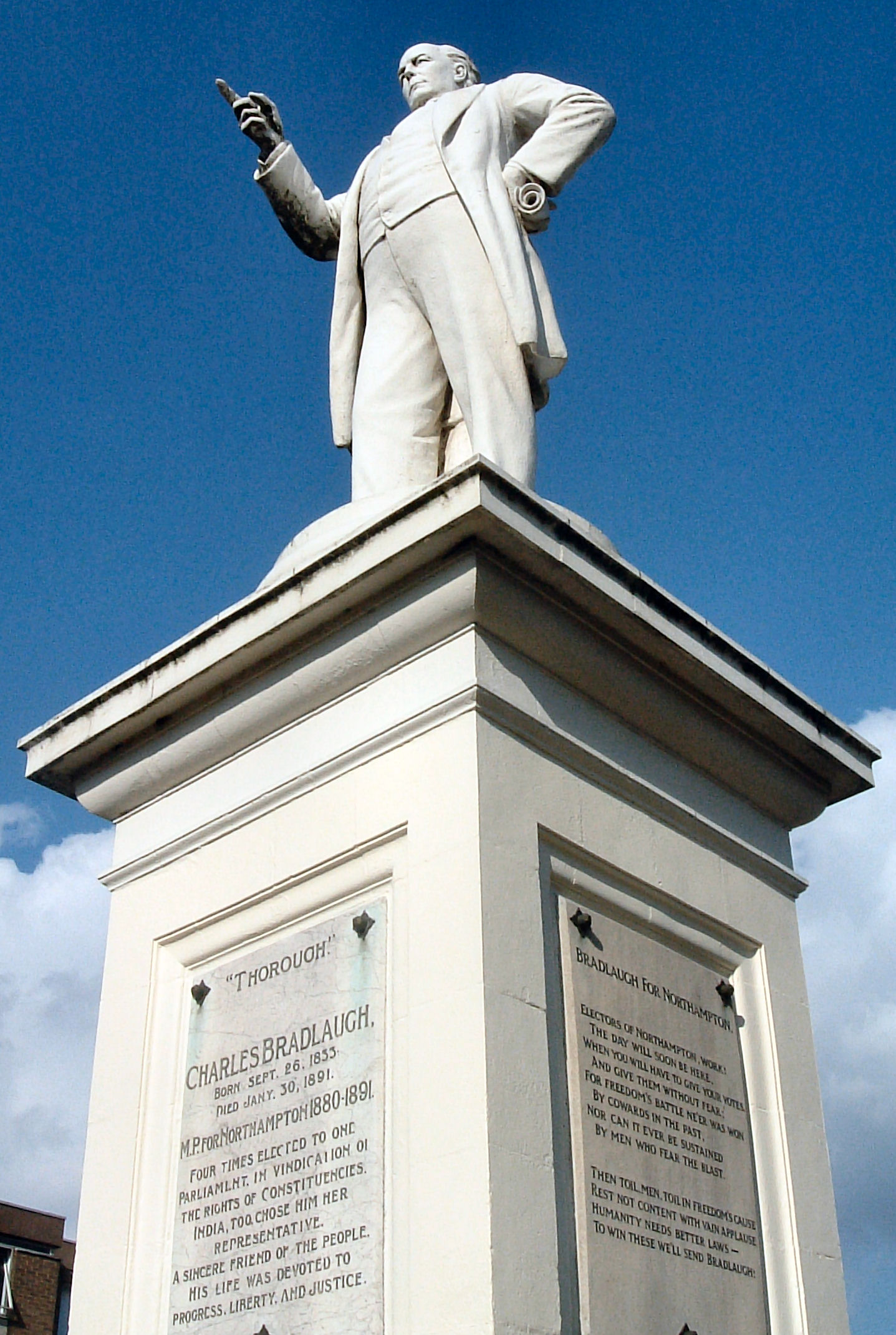
Estatua de Bradlaugh en Abington Square, Northampton

Bradlaugh murió el 30 de enero de 1891. A su funeral asistieron 3.000 dolientes, incluido Mohandas Gandhi (Mohandas Karamchand Gandhi) de 21 años.  Está enterrado en el cementerio de Brookwood en Surrey.

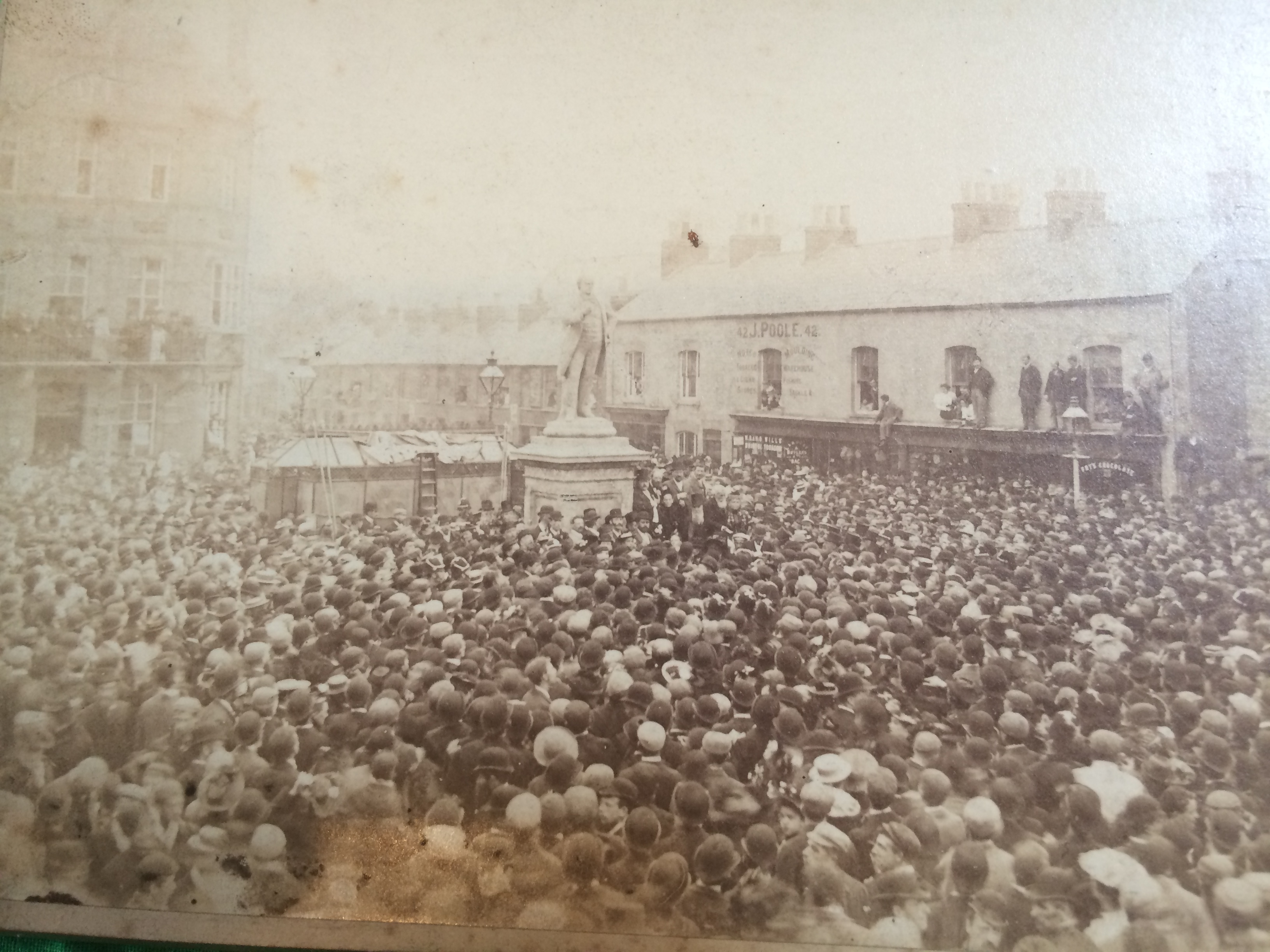
Foto de la estatua de Charles Bradlaugh en Abington Square, Northampton, con una gran multitud

En 1898, la hija de Bradlaugh, Hypatia Bradlaugh Bonner, escribió un folleto en respuesta a la pregunta que a menudo le hacían: si su padre "cambió de opinión y se convirtió al cristianismo" antes de morir. Bonner presentó toda la evidencia y concluyó que su padre no dio ninguna indicación de que sus opiniones hubieran cambiado en la forma "más pequeña".

## Conmemoración
Una estatua de Bradlaugh se encuentra en una isla de tráfico en Abington Square, Northampton. La estatua apunta hacia el oeste, hacia el centro de Northampton, y el dedo acusador desaparece periódicamente debido al vandalismo.[cita requerida] En 2014, la estatua se limpió y se devolvió a la mampostería. Se instalarán nuevos letreros en 2015 en la rotonda que dirán "Charles Bradlaugh MP".
Desde 2002, se lleva a cabo una "Conmemoración anual" debajo de la estatua a las 3 p. m. del domingo más cercano a su cumpleaños, organizada por la Sociedad Charles Bradlaugh. Se invita a los asistentes a hablar sobre Charles Bradlaugh. 2014 vio la incorporación de la Bradlaugh Talk inaugural con oradores sobre temas relevantes para Bradlaugh. El primer orador fue Graham Smith, CEO de Republic.
Bradlaugh Fields, un parque comunitario de vida silvestre situado al norte de Northampton, recibió su nombre de Charles Bradlaugh cuando abrió en 1998. Otros puntos de referencia que llevan su nombre incluyen "The Charles Bradlaugh" pub, Charles Bradlaugh Hall en la Universidad de Northampton y Bradlaugh Hall en Lahore, Pakistán.
En noviembre de 2016, se agregó un busto de Charles Bradlaugh a la Colección de Arte Parlamentario. Exhibida en el Palacio de Westminster, la escultura fue diseñada por Suzie Zamit (quien es la cuarta escultora en tener un trabajo representado en la Colección de Arte Parlamentario) y fue donada por la sociedad nacional secular como parte de las celebraciones de su 150 aniversario.

## Citas
1. ↑  Bryan Niblett. Atrévete a estar solo: la historia de Charles Bradlaugh (2011).
2. ↑  «Charles Bradlaugh (1833–1891): Founder». National Secular Society. Archivado desde el original el 16 de abril de 2008. Consultado el 22 de marzo de 2008.
3. ↑  See Bradlaugh-Bonner (1908, p.8); Headlingly (1888, pp. 5–6); Tribe (1971, p.18)
4. ↑  «Charles Bradlaugh». Oxforddnb.com. Consultado el 15 de julio de 2016.
5. ↑  Knowlton, Charles (October 1891).  Besant, Annie; Bradlaugh, Charles, eds. Fruits of philosophy: a treatise on the population question. San Francisco: Reader's Library. OCLC 626706770. View original copy.
See also: Langer, William L. (Spring 1975). «The origins of the birth control movement in England in the early nineteenth century». Journal of Interdisciplinary History (MIT Press) 5 (4): 669-686. JSTOR 202864. PMID 11619426. doi:10.2307/202864.
6. ↑  «Charles Bradlaugh». Freemasonry.bcy.ca. Consultado el 15 de julio de 2016.
7. ↑  «Random Recollections of Leicester Secular Society». Consultado el 23 de febrero de 2015.
8. ↑  Theresa Notare, A Revolution in Christian Morals: Lambeth 1930-Resolution #15. History and Reception (ProQuest, 2008), 188.
9. ↑  Arnstein, p. 34-35
10. ↑  «PARLIAMENTARY OATH (MR. BRADLAUGH). (Hansard, 3 May 1880)». api.parliament.uk. Consultado el 27 de julio de 2019.
11. ↑  Arnstein, p. 38; "Report from the Select Committee on the Parliamentary Oath" HCP 159 (1880).
12. ↑  Arnstein, p. 40-51; Hansard Archivado el 26 de julio de 2022 en Wayback Machine. 3ser vol 252 cols 187–221, 333–422 Archivado el 26 de julio de 2022 en Wayback Machine..
13. ↑  "Report from the Select Committee on Parliamentary Oath (Mr. Bradlaugh)", HCP 226 (1880), Appendix No. 1 (pp. 25–33).
14. ↑  Evidence, Q 85.
15. ↑  Proceedings of the Select Committee, p. xv–xvi.
16. ↑  Proceedings of the Select Committee, p. xvii–xviii.
17. ↑  Arnstein, p. 70.
18. ↑  Hansard Archivado el 26 de julio de 2022 en Wayback Machine., 3ser, vol 253 cols 443–513, 550–628 Archivado el 26 de julio de 2022 en Wayback Machine..
19. ↑  Arnstein, p. 73–74.
20. ↑  Arnstein, pp. 75–76.
21. 1 2  «Is There a God? : Bradlaugh, Charles, 1833–1891 : Free Download & Streaming». Consultado el 15 de julio de 2016.
22. ↑  Arnstein, p. 76–77.
23. ↑  «Random Recollections of Leicester Secular Society». Leicestersecularsociety.org.uk. Consultado el 15 de julio de 2016.
24. ↑  Chatterjee, Margaret (2005). Gandhi and the challenge of religious diversity: religious pluralism revisited. New Delhi/Chicago:Promilla & Co./Bibliophile South Asia, p.330
25. ↑  Payne, Robert (1969). The life and death of Mahatma Gandhi. New York: E. P. Dutton http://leicestersecularsociety.org.uk/history_gimson.htm#%281%29, p.73.
26. ↑  Arnstein (1983), p. 322.
27. ↑  «Charles Bradlaugh». Necropolis Notables. The Brookwood Cemetery Society. Archivado desde el original el 25 de marzo de 2007. Consultado el 23 de febrero de 2007.
28. ↑  «Did Charles Bradlaugh die an atheist?». 1898. Consultado el 15 de julio de 2016.
29. ↑  «About the Charles Bradlaugh Society». Charles Bradlaugh Society. Archivado desde el original el 23 de diciembre de 2015. Consultado el 23 de febrero de 2015.
30. ↑  «Inaugural Annual Charles Bradlaugh Talk». Charles Bradlaugh Society. 27 de septiembre de 2014.
31. ↑  «History of Bradlaugh Fields». Bradlaugh Fields & Barn. Archivado desde el original el 24 de septiembre de 2016.
32. ↑  Ali, Aown (26 de septiembre de 2015). «Revolution to ruins: The tragic fall of Bradlaugh Hall». DAWN.COM.
33. ↑  «Celebrating the first atheist MP Charles Bradlaugh», BBC News (en inglés británico), 14 de noviembre de 2016, consultado el 17 de noviembre de 2016.
34. ↑  «Portrait bust of NSS founder Charles Bradlaugh MP unveiled in Parliament». National Secular Society. 2 de noviembre de 2016. Consultado el 17 de noviembre de 2016.
35. ↑  «Political essays : Bradlaugh, Charles, 1833–1891 : Free Download & Streaming». 1891. Consultado el 15 de julio de 2016.
36. ↑  A. Collins (1857).  J. Watts, ed. «Half-hours with the freethinkers». p. 1. Consultado el 15 de julio de 2016.
37. ↑  «The credibility and morality of the four Gospels, report of the discussion between T. D. Matthias». 1860. Consultado el 15 de julio de 2016.
38. ↑  Charles Bradlaugh (1874). A Few Words about the Devil: And Other Biographical Sketches and Essays. A. K. Butts. Consultado el 15 de julio de 2016. «A Few Words About the Devil.»
39. ↑  «A Plea for Atheism : Bradlaugh, Charles, 1833–1891 : Free Download & Streaming». Consultado el 15 de julio de 2016.
40. ↑  «Archived copy». Archivado desde el original el 4 de marzo de 2016. Consultado el 26 de marzo de 2015.
41. ↑  «The impeachment of the House of Brunswick : Bradlaugh, Charles, 1833–1891 : Free Download & Streaming». 1875. Consultado el 15 de julio de 2016.
42. ↑  Charles Bradlaugh (1876). Is the Bible Divine?: A Six Nights' Discussion Between Mr. Charles Bradlaugh .... F. Pitman. p. 90. Consultado el 15 de julio de 2016. «The Roberts-Bradlaugh Debate.»
43. ↑  «Archived copy». Archivado desde el original el 31 de marzo de 2015. Consultado el 26 de marzo de 2015.
44. ↑  «Archived copy». Archivado desde el original el 30 de marzo de 2015. Consultado el 26 de marzo de 2015.
45. ↑  Platform, Atheistic (1884). «The atheistic platform, 12 lectures by C. Bradlaugh [and others]». p. 99. Consultado el 15 de julio de 2016.
46. ↑  Platform, Atheistic (1884). «The atheistic platform, 12 lectures by C. Bradlaugh [and others]». Consultado el 15 de julio de 2016.
47. ↑  «The True Story of My Parliamentary Struggle : Charles Bradlaugh : Free Download & Streaming». Freethought Pub. Co. 1882. Consultado el 15 de julio de 2016.
48. ↑  «Heresy: Its Utility and Morality : Bradlaugh, Charles, 1833–1891 : Free Download & Streaming». Consultado el 15 de julio de 2016.
49. ↑  «Theological Essays : Bradlaugh, Charles, 1833–1891 : Free Download & Streaming». Consultado el 15 de julio de 2016.
50. ↑  Charles Bradlaugh (1906). «Man: Whence and How?: Religion: what and Why?». Consultado el 15 de julio de 2016.